# 乙津陸
乙津 陸（おつ りく、2004年6月14日 - ）は、日本の男性キックボクサー。東京都西多摩郡出身。クロスポイント大泉所属。KNOCK OUT-REDバンタム級王者。

## 経歴
アマチュアで70戦以上行い数々の団体でベルトを手に入れ、2021年10月29日にプロデビュー。ゾンビネーター今吉と対戦し判定3-0で勝利。
2戦目ナカムランチャイ・ケンタと対戦しプロ2戦目にて初のKO勝ち。
3戦目では隼斗と対戦が決定。会見で「明日はボコボコにするので」と言われるが3RにKO勝ち
4戦目、KNOCK OUT 2022 vol.3にてはじめて肘有りルールで、そして日本ランキングに入っているWMC日本フライ級3位阿部晴翔選手と対戦し判定勝ち。
3ヶ月後の5戦目、SACRED FORCE presents KNOCK OUT-EX 2022 vol.1ではNJKFフライ級1位の谷津晴之と対戦し3RTKO勝ち。
6戦目、酒井柚樹に判定勝ちし、タイトルマッチに駒を進める。
7戦目、第二代KNOCKOUT-RED S.フライ級王者決定戦で、2018年度J-NETWORKフライ級新人王、シュートボクシングバンタム級ランキング1位心直と3分5Rで対戦しプロ初の黒星。
再起戦プロ8試合目、ムエタイの老舗団体NJKF王者の優心と対戦し判定勝ち。
9試合目M-1世界バンタム級王者、WPMFインターナショナル・スーパーフライ級王者、スックワンキントーン・スーパーフライ級王者、元M-1 JAPANバンタム級王者、元WMC日本スーパーフライ級王者のキック五冠王MASA BRAVELYと対戦し2RKO。

### KNOCK OUT-REDバンタム級王者決定戦
10戦目KNOCK OUT-REDバンタム級王者決定戦が行われた。相手はプロで最初に黒星をつけた心直となった。 
心直は会見で「個人的に嫌いなヤツ。沢山の人が見 ている前で思い切り蹴ったり殴ったり、ヒジをぶつけて血だらけにしたり出来ることは気持ちいい」と発言し煽っていた。
自身にとってリベンジ＆タイトルを掛けて試合を行い、ローとパンチをしっかりヒットさせ完封勝利。KNOCK OUT-REDバンタム級王者になった。マイクで会長の誕生日のお祝いと、次はKNOCK OUT-BLACKも取ると宣言した。

## 戦績
| キックボクシング 戦績 | キックボクシング 戦績 | キックボクシング 戦績 | キックボクシング 戦績 | キックボクシング 戦績 | キックボクシング 戦績 | キックボクシング 戦績 |
| --------------------- | --------------------- | --------------------- | --------------------- | --------------------- | --------------------- | --------------------- |
| 14 試合               | (T)KO                 | 判定                  | その他                | 引き分け              | 無効試合              |                       |
| 11 勝                 | 5                     | 6                     | 0                     | 0                     | 0                     |                       |
| 3 敗                  | 1                     | 2                     | 0                     | 0                     | 0                     |                       |

| 勝敗 | 対戦相手                 | 試合結果                  | 大会名                                                                     | 開催年月日     |
| ○    | 石川直樹                 | 3R2分24秒KO（パンチ連打） | THEKNOCKOUT                                                                | 2025年6月22日  |
| ×    | 森岡悠樹                 | 1RKO                      | MAROOMS presents KNOCK OUT 2025 vol.2                                      | 2024年4月6日   |
| ○    | 斎藤龍之介               | 3R+延長判定3-0            | Krush158                                                                   | 2024年2月24日  |
| ×    | サンチャイ・TEPPEN GYM   | 判定0-3                   | MAROOMS presents KNOCK OUT 2023 vol.5 “RED ZONE”                           | 2023年11月05日 |
| ○    | 心直                     | 5R終了判定3-0             | MAROOMS presents KNOCK OUT 2023 vol.3【KNOCK OUT-REDバンタム級王者決定戦】 | 2023年8月27日  |
| ○    | MASA BRAVELY             | 2RKO                      | MAROOMS presents KNOCK OUT 2023 vol.2                                      | 2023年6月11日  |
| ○    | 優心                     | 3R終了判定3-0             | MAROOMS presents KNOCK OUT 2023 vol.1                                      | 2023年04月22日 |
| ×    | 心直                     | 5R終了判定0-3             | KNOCK OUT 2022 vol.8                                                       | 2022年12月11日 |
| ○    | 酒井柚樹                 | 3R終了判定3-0             | KNOCK OUT 2022 vol.6                                                       | 2022年10月16日 |
| ○    | 谷津晴之                 | 3RTKO                     | SACRED FORCE presents KNOCK OUT-EX 2022 vol.1                              | 2022年8月6日   |
| ○    | 阿部晴翔                 | 3R終了判定3-0             | KNOCK OUT 2022 vol.3                                                       | 2022年04月17日 |
| ○    | 隼斗                     | 3RTKO                     | KNOCK OUT 2022 vol.2                                                       | 2022年03月12日 |
| ○    | ナカムランチャイ・ケンタ | 1RKO                      | KNOCK OUT 2022 vol.1                                                       | 2022年01月22日 |
| ○    | ゾンビネーター今吉       | 3R終了判定3-0             | SACRED FORCE presents KNOCK OUT 2021 vol.5                                 | 2021年10月29日 |

## 獲得タイトル

### プロ
- KNOCKOUT-REDバンタム級王者

### アマチュア
- WINDY SUPER FIGHT - 51kgチャンピオン
- 第37回K-1アマチュアBクラス - 55キロ優勝
- 第36回K-1アマチュアBクラス - 55キロ優勝
- 第24回J-NETWORKアマチュア全日本大会 Bクラス - 53キロ優勝
- 第36回K-1アマチュア - MVP受賞
- KNOCKOUTアマチュア - 特別賞（2020/10/3）
- KAMINARIMON - グッドファイト賞（2019/4/14）
- 第14回WINDY SUPER FIGHT - 技能賞
- アマチュアREBELS - MVP（2018/9/9）

## 出演

### テレビ
- 有吉ゼミ（2020年9月14日-、日本テレビ）

## 表彰
KNOCK OUT 2025 vol.2
- 敢闘賞